# Ceracia dentata
Ceracia dentata là một loài ruồi trong họ Tachinidae.